# STS-121
La misión STS-121 del transbordador espacial Discovery fue lanzada el martes 4 de julio de 2006 a las 14:38 EDT, en la tercera fecha de asignación, ya que se había pospuesto en dos oportunidades debido a las condiciones meteorológicas no favorables y la última por problemas con la espuma aislante debido a una grieta de 12,7 cm en el revestimiento de uno de los conductos de LOX y LH2.
Fue la segunda misión después del desastre del transbordador espacial Columbia (1 de febrero de 2003), sin embargo según la NASA, este transbordador ha sufrido una gran cantidad de mejoras que fueron defectos encontrados en las últimas dos misiones lanzadas al espacio, sobre todo lo referente al material de aislamiento del tanque externo del combustible del conjunto de la unidad aeroespacial.
Se añadieron sensores en el tanque de combustible, gatos de mejor agarre en los anillos que unen los fragmentos del tanque externo de LOX (Oxígeno Líquido) Y LH2 (Hidrógeno Líquido), al igual que en la cabecera del Orbitador, el cual indicará la temperatura en su superficie y pueda determinarle a los encargados sobre si el Orbitador sufrió o no daños en su capa exterior.
La NASA de igual forma mejoró notablemente las cámaras que de diferentes ángulos van registrando el lanzamiento del transbordador, permitiendo así que éstas sean analizadas en el laboratorio para descartar problemas en el mencionado proceso.

## Tripulación
- Steve Lindsey (4), Comandante
- Mark Kelly (2), Piloto
- Stephanie Wilson (1), Especialista de misión
- Mike Fossum (1), Especialista de misión
- Piers Sellers, (2) Especialista de misión
- Lisa Nowak, (1) Especialista de misión
- Thomas Reiter, (2) Especialista de misión

( ) El número ente paréntesis indica el número de vuelos espaciales completados incluyendo la misión STS-121.

## La Misión

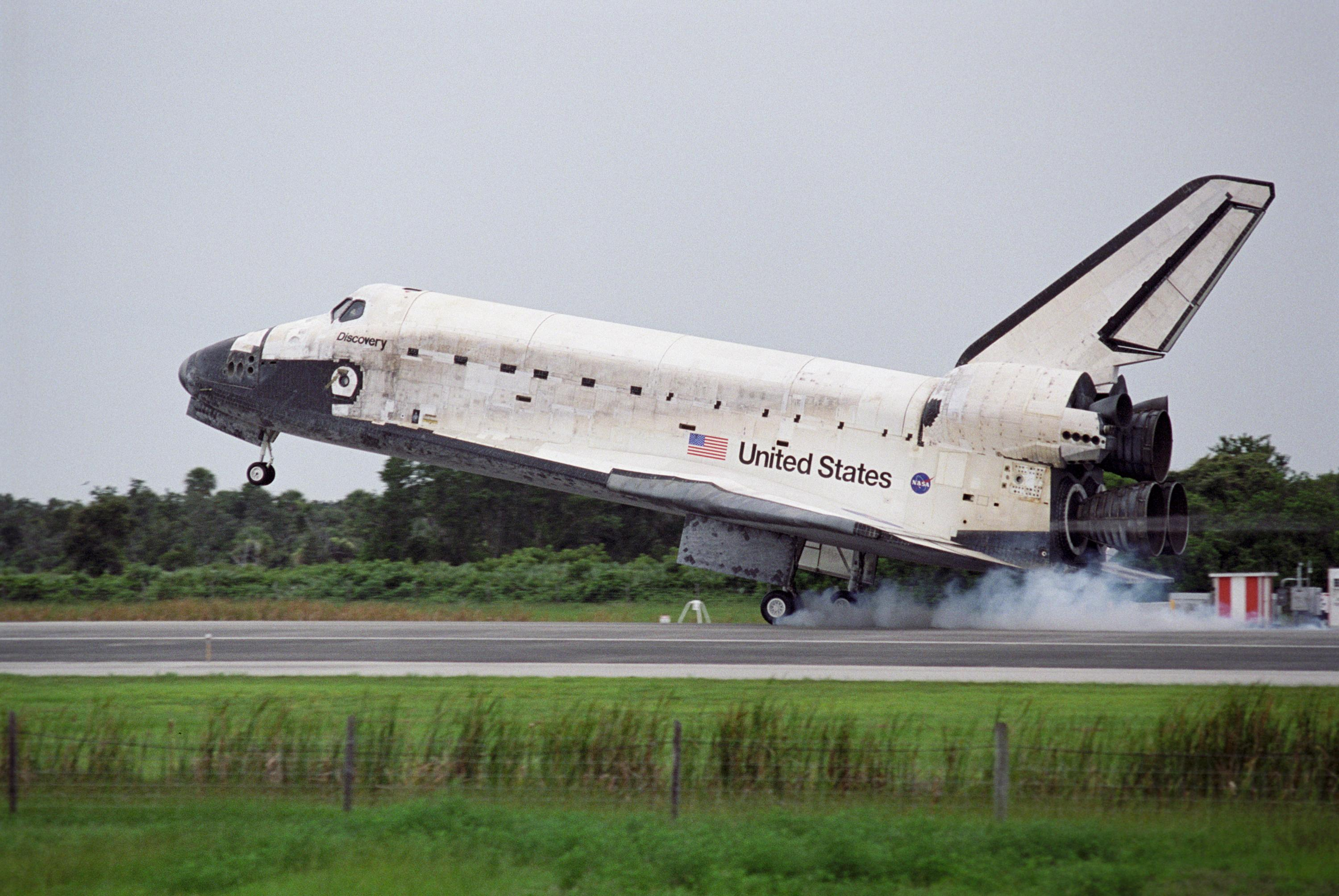
Aterrizaje de la STS-121 en el Kennedy Space Center

La tripulación de la STS-121 realizó el atraque esperado dos días después de despegar, luego se acopló a la estación con el módulo multilogístico italiano Leonardo, este llevaba material esencial para los tripulantes y la estación.
También se realizaron 3 paseos espaciales con el fin de realizar maniobras en caso de algún accidente, estos se realizaron con éxito.
Luego de concluir se retira el módulo Leonardo de la estación y es guardado en la bodega de carga del Discovery, el orbitador se desacopla dos días antes del aterrizaje programado.
La misión probó que los transbordadores pueden continuar activamente la construcción de la estación espacial, hasta el 2010 según lo propuesto por la NASA.

## Últimos Acontecimientos
2 de julio (Cabo Cañaveral): durante una inspección rutinaria durante la noche después de drenar del tanque de carburante exterior, se descubrió una grieta en la espuma cerca de un soporte que sostiene la línea de alimentación del oxígeno líquido en el lugar. Este pedazo de espuma se ha estimado en 0,0057 libras. Se cree que la lluvia experimentada, que el agua se depositara cerca de la línea de alimentación y formase hielo cerca de la tapa del puntal al lado del soporte. Mientras que el tanque se calentó y se amplió, el hielo que formó muy probablemente pellizcó la espuma en la tapa del puntal, causando una grieta y una pérdida eventual del pedazo pequeño de espuma. El equipo de la gerencia de la misión que resolvía esa mañana tomó la decisión de continuar analizando datos disponibles antes de tomar una decisión final con respecto lanzamiento el día de mañana. La pregunta es si necesita ser una inspección manual del área alrededor de la grieta de la espuma antes de lanzamiento. El equipo de la gerencia de la misión se reunirá otra vez a las 18.30 EDT para oír los resultados del análisis y para tomar una decisión si procuraremos lanzar mañana o miércoles. Actualmente, hay 60 % del tiempo favorable del lanzamiento para la manñana y de 40 % para el miércoles.
3 de julio (Cabo Cañaveral): según la NASA, el Transbordador Espacial Discovery despegará el 4 de julio como estaba previsto, decisión tomada después de la reunión que sostuvieron a finales de la tarde, dónde hacían mención que la fisura que sufrió la espuma aislante era de preocupación, pero que el Transbordador con esas condiciones estaba apto para el vuelo.
4 de julio (Cabo Cañaveral): el Transbordador Discovery realizó un lanzamiento perfecto, los ingenieros y técnicos de la NASA se mostraron satisfechos ante tal significante evento. Ahora los analistas enmpezarán su procedimiento para verificar y hacer un chequeo de las imágenes tomadas durante el lanzamiento del transbordador.
9 de julio (Cabo Cañaveral): según los ingenieros del Comité de la NASA, el Transbordador Espacial Discovery no tiene problemas para aterrizar, después de los minuciosos análisis que se le hicieron durante el acoplamiento con la EEI.
15 de julio: el Transbordador espacial se desacopló de la Estación Espacial Internacional, así que está en órbita terrestre mientras le efectúan otros análisis de las alas que tienen el revestimiento aislante y el estudio sobre la pérdida de aproximadamente 6 gotas/h de hidrazina de uno de los generadores.
17 de julio: el Transbordador espacial aterrizó tal y como se lo esperaban en el Centro Espacial Kennedy a las 9.14, logrando cumplir las expectativas que se esperaba la gerencia de la misión; ahora según la NASA la construcción de la EEI seguirán, y para demostrarlo se dio fecha para el 18 de agosto del presente año al lanzamiento de la Misión STS-115.